# مایکل هاردینگ
مایکل هاردینگ (انگلیسی: Michael Harding؛ زادهٔ ۱ ژانویهٔ ۱۹۵۳) نویسنده اهل جمهوری ایرلند است.